# Queen's University

Flagga

Queen's University är ett kanadensiskt universitet. Det ligger i Kingston i provinsen Ontario i den sydöstra delen av landet, 150 km söder om huvudstaden Ottawa. Universitetet grundades 1841.
Queen's University placerade sig på delad 239:e plats 2020 i QS Universitetsvärldsrankning över världens bästa universitet.